# Lijst van burgemeesters van Oostvoorne
Dit is een lijst van burgemeesters van de voormalige Nederlandse gemeente Oostvoorne tot die gemeente op 1 januari 1980 met Rockanje fuseerde tot de gemeente Westvoorne.
| Ambtsperiode | Naam burgemeester                                  | Partij of stroming | Bijzonderheden                                                                               |
| ------------ | -------------------------------------------------- | ------------------ | -------------------------------------------------------------------------------------------- |
| 1817 - 1850  | mr. Nicolaas Joannes Cornelis Lette                |                    | eerst schout                                                                                 |
| 1850 - 1884  | George Frederik Lette                              |                    | tevens burgemeester van Naters (1852-1855) en Rockanje (1852-1884)                           |
| 1884 - 1888  | Arie de Jong                                       |                    |                                                                                              |
| 1887 - 1919  | Nicolaas Joannes Cornelis Sebastiaan Hendrik Lette |                    |                                                                                              |
| 1919 - 1925  | Willem Joannes Kapteijn                            |                    |                                                                                              |
| 1925 - 1932  | Hendrik Pieter Anton Buijsing Damsté               |                    |                                                                                              |
| 1932 - 1938  | Samuel Jacob da Silva                              |                    |                                                                                              |
| 1938 - 1941  | Harry August van Voorst van Beest                  |                    |                                                                                              |
| 1942 - 1943  | Johan Gijsbert van Houten                          | NSB                |                                                                                              |
| 1943         | Baris Cornelis Wisboom                             | NSB                | waarnemend, tevens waarnemend burgemeester van Brielle, later o.a. burgemeester van Hoornaar |
| 1943 - 1945  | Willem Frederik van der Hoff                       | NSB                |                                                                                              |
| 1945 - 1954  | Harry August van Voorst van Beest                  |                    |                                                                                              |
| 1954 - 1968  | mr. Wim (W.H.) Sprenger                            | PvdA               | vh burgemeester van Geervliet & Heenvliet, later Texel                                       |
| 1968 - 1979  | Abraham (A.) Bolwidt                               | PvdA               |                                                                                              |